# James Hunt (fonoaudiólogo)
James Hunt (1833 – 29 de agosto de 1869) foi um antropólogo e fonoaudiólogo que atuou em Londres, Inglaterra, na metade do século XIX. Entre seus clientes famosos, estavam Charles Kingsley, Leo Tennyson (filho do poeta laureado Alfred Tennyson) e Lewis Carroll (Charles Lutwidge Dodgson), o autor de Alice no País das Maravilhas.
Lewis Carroll era um escritor infantil, matemático e clérigo que sofria de gagueira, o que prejudicava seu trabalho. Segundo o censo de 1861, Charles Lutwidge Dodgson se hospedou na Ore House em 1861 e recebeu tratamento do Dr. Hunt, um especialista em gagueira. É provável que ele tenha escrito parte de seu livro durante esse período.[carece de fontes?]
Além da fonoaudiologia, Hunt se interessava por antropologia e fundou, em 1863, a Sociedade Antropológica de Londres [en], que depois de sua morte se uniu à Sociedade Etnológica de Londres [en] para formar o Instituto Real de Antropologia [en].

## Carreira
James Hunt nasceu em Swanage, Dorset, em 1833, filho de Thomas Hunt [en] (1802–1851) e Mary Hunt, ambos fonoaudiólogos. Aprendeu com seu pai a técnica de tratar a gagueira com exercícios respiratórios, controle muscular e reforço da autoconfiança dos pacientes. Em 1856, obteve um doutorado pela Universidade de Giessen, na Alemanha, e abriu uma clínica na Regent Street, em Londres. Seu primeiro Manual sobre gagueira foi dedicado a Charles Kingsley, um de seus clientes que ficou três semanas sob seus cuidados em 1859. Posteriormente, ele se mudou para Hastings, onde oferecia cursos residenciais de verão junto com seu cunhado, o Rev. Henry F. Rivers.

## Antropologia
James Hunt se associou à Sociedade Etnológica de Londres em 1854, motivado por seu interesse nas diferenças raciais, e atuou como secretário honorário de 1859 a 1862. Porém, ele entrou em conflito com muitos membros da sociedade que eram contrários aos seus ataques às sociedades humanitárias, missionárias e abolicionistas. Em 1863, ele fundou, com o apoio do explorador Richard Burton, a Sociedade Antropológica de Londres, da qual foi o primeiro presidente. Seu artigo O lugar do negro na natureza causou polêmica e indignação quando foi apresentado na reunião da Associação Britânica em 1863, pois defendia a escravidão nos Estados Confederados da América e a ideia de que havia várias espécies humanas.
Ele criou a revista Anthropological Review como o veículo oficial da sociedade, que chegou a ter 500 membros em 1867. Nesse mesmo ano, ele foi acusado pelo membro Hyde Clarke de irregularidades financeiras na gestão da sociedade e teve que renunciar temporariamente à presidência, mas voltou ao cargo em 1868, depois que Clarke foi expulso. Essa situação afetou sua saúde e ele morreu em 1869, vítima de uma inflamação no cérebro. Após sua morte, a sociedade iniciou negociações para se unir à Sociedade Etnológica. Hunt deixou uma viúva, Henrietta, cinco filhos e uma coleção de livros que foi recusada por seu sobrinho W.H.R. Rivers, que mais tarde se tornaria um antropólogo por outros meios.

## Publicações
- Manual of the Philosophy of Voice and Speech, 1859
- Stammering and Stuttering, their nature and treatment, Londres: Longman, Green, Longman e Roberts, 1861.
- "The Negro's Place in Nature" (1863), Memoirs read before the Anthropological Society of London, 1865.